# فرودگاه صحرایی بکس مارش
فرودگاه صحرایی بکس مارش (به انگلیسی: Bacchus Marsh Airfield) یک فرودگاه همگانی است که یک باند فرود آسفالت دارد و طول باند آن ۱۵۲۴ متر است. این فرودگاه در کشور استرالیا قرار دارد و در ارتفاع ۱۵۸ متری از سطح دریا واقع شده‌است.